# Heikovárjávri
Heikovárjávri eller Heikavarjävri är en sjö i Finland. Den ligger i kommunen Utsjoki i landskapet Lappland, i den norra delen av landet, 1 100 km norr om huvudstaden Helsingfors. Heikovárjávri ligger 187 meter över havet. Omgivningarna runt Heikovárjávri är i huvudsak ett öppet busklandskap. Arean är 13,5 hektar och strandlinjen är 2,34 kilometer lång. Sjön  ingår i Tana älvs huvudavrinningsområde. 